# قربة غلبرتي
قِرْبَة غلبرتي (الاسم العلمي: Cilus gilberti)، سمكة أحادية الطراز من فصيلة البهاريات تعيش في المياه المالحة. تقطن في الغالب المياه الاستوائية إلى المياه الساحلية المعتدلة في جنوب شرق المحيط الهادئ على طول أمريكا الوسطى وأمريكا الجنوبية. القربة ذو قيمة عالية في أمريكا الجنوبية.